# Park Krajobrazowy Chełmy

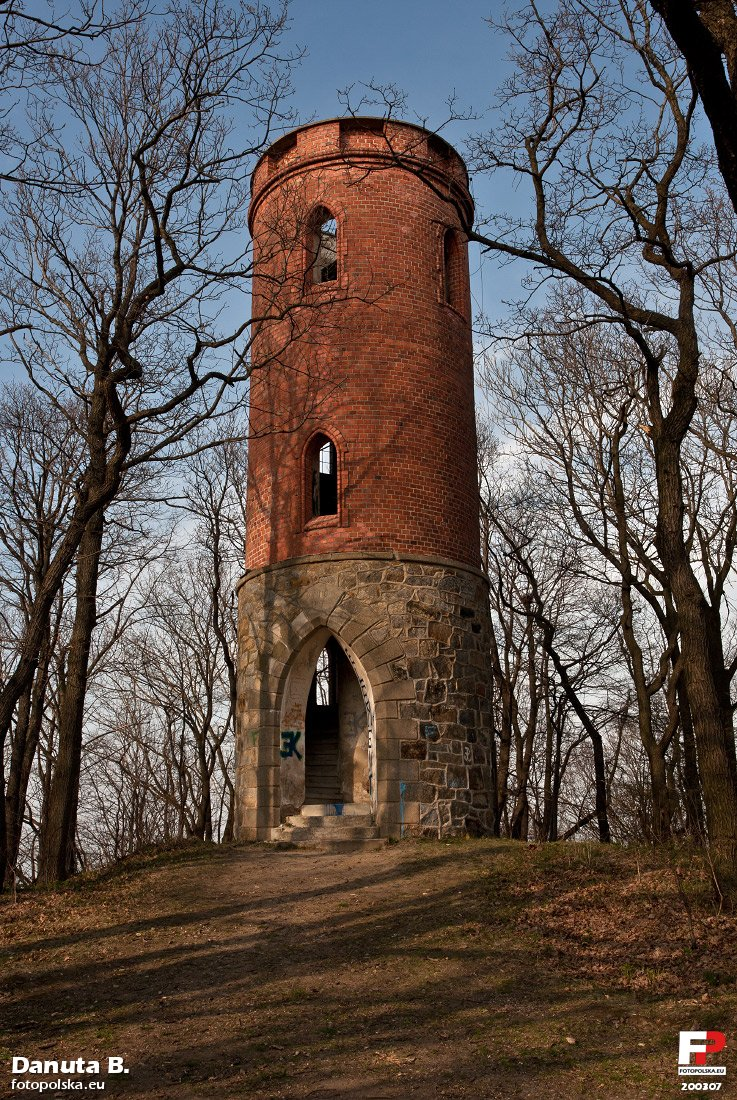
Wieża widokowa na wzgórzu Radogost

Park Krajobrazowy Chełmy – obszar chroniony od 1992 r. Znajduje się na terenie województwa dolnośląskiego, w powiatach: jaworskim i złotoryjskim (fragment jego otuliny leży także w powiecie legnickim). Zajmuje powierzchnię 15 990,76 ha, natomiast jego otulina liczy 12 470,83 ha. 
Park jest położony we wschodniej części Pogórza Kaczawskiego (Pogórze Złotoryjskie), w Sudetach Zachodnich. Obejmuje również niewielki skrawek Wschodniego Grzbietu Gór Kaczawskich. Na północnym zachodzie w obręb Parku wchodzi skrawek Równiny Chojnowskiej, należącej do Niziny Śląsko-Łużyckiej.
Był to pierwszy park krajobrazowy jaki powstał na terenie byłego województwa legnickiego. Liczne badania potwierdziły odrębność i wyjątkowość tego obszaru. Obszar ten posiada wybitne walory krajobrazowe z unikatowymi w skali europejskiej reliktami działalności wulkanicznej – staropaleozoicznej, permskiej oraz trzeciorzędowej. Teren parku częściowo znajdował się w przeszłości pod panowaniem Cystersów z Lubiąża oraz prowadziły przez niego liczne szlaki handlowe.
Nazwa parku nawiązuje do prasłowiańskiego słowa CHOLMY, używanego jeszcze w średniowieczu, jako nazwa wzgórz wypełniających Park.

## Budowa geologiczna
Obszar Parku Krajobrazowego Chełmy leży w obrębie dwóch jednostek geologicznych: metamorfiku kaczawskiego i niecki północnosudeckiej.
Większa część podłoża Parku zbudowana jest ze skał metamorficznych należących do metamorfiku kaczawskiego, a powstałych w dolnym paleozoiku – od kambru po dolny karbon. Są to przede wszystkim zieleńce i łupki zieleńcowe, a ponadto: fyllity, łupki serycytowe, łupki kwarcowe, łupki krzemionkowe, łupki grafitowe, lidyty, skały zwane melanżami.
Utwory należące do niecki śródsudeckiej występują na dwóch obszarach – w północno-zachodniej i południowo-wschodniej części Parku. W części północno-zachodniej, w rejonie Leszczyny, Wilkowa i Kondratowa są to skały osadowe niecki Leszczyny. Występują tu piaskowce, mułowce i zlepieńce permu dolnego (czerwonego spągowca), wapienie, dolomity, margle, łupki ilaste permu górnego (cechsztynu), czerwone piaskowce triasu oraz jasne piaskowce kredy górnej. W części południowo-wschodniej, w rejonie Pogwizdowa i Kwietnik są to skały osadowe i wulkaniczne Rowu Świerzawskiego: piaskowce, zlepieńce oraz porfiry i ich tufy, powstałe w dolnym permie.
W wielu miejscach starsze skały przebite są przez trzeciorzędowe bazalty, należące do środkowoeuropejskiej prowincji bazaltowej.
Starsze podłoże przykryte jest częściowo przez osady plejstoceńskie – gliny i piaski polodowcowe oraz lessy. W wielu miejscach, a szczególnie obficie w rejonie Nowej Wsi Wielkiej występują głazy narzutowe.
Najmłodsze osady to holoceńskie piaski, żwiry i mady rzeczne, a także czwartorzędowe gliny zwietrzelinowe.

### Niektóre z form geologicznych
- lawy poduszkowe w okolicach Myśliborza, Jakuszowej i Grobli
- piaskowce na Prusickiej Górze,
- głazowisko bazaltowe na Muchowskich Wzgórzach,
- słupy bazaltowe na Czartowskiej Skale, Górzcu, Bazaltowej, Mszanie, Rataju, Radogoście i in.

## Rzeźba terenu
Park Krajobrazowy Chełmy obejmuje północno-wschodnią część Pogórza Złotoryjskiego, zwaną też Chełmami oraz wschodnią Rowu Świerzawskiego. Jest to najbardziej górzysta partia Pogórza Kaczawskiego. Od północnego wschodu opada stromą krawędzią uskoku brzeżnego sudeckiego ku Nizinie Śląskiej. Krawędź jest pocięta głębokimi, przełomowymi dolinami potoków. Pozostała część Parku jest pagórkowata i również pocięta dolinami potoków. Najwyższe wzniesienia Chełmów zbudowane są z trzeciorzędowych bazaltów.

## Wody
Cały obszar parku leży w dorzeczu Kaczawy. Przez park przepływają potoki: Wilcza, Jawornik, Młynówka, a w jego południowej części Nysa Mała.

## Flora
Lasy zajmują ok. 55% powierzchni parku. Są to głównie lasy liściaste – dąbrowy, buczyny, grądy i łęgi. Mniejsze powierzchnie zajmują zakrzewienia, łąki i pastwiska, pola orne, obszary zabudowane i drogi. Do najcenniejszych zespołów roślinnych występujących w parku są dąbrowy brekiniowe Sorbo torminalis Quercetum, występujące w Polsce tylko na terenie Pogórza Kaczawskiego. 
Na obszarze Parku występuje 75 gatunków objętych ochroną, w tym 64 objęte ochroną ścisłą. Cechą charakterystyczną dla parku jest duże nagromadzenie gatunków z rodziny storczykowatych.

### Drzewa
- buk
- dąb szypułkowy
- dąb bezszypułkowy
- grab
- jarząb brekinia
- jesion wyniosły
- jodła
- klon pospolity
- jawor
- lipa drobnolistna
- lipa szerokolistna
- olsza czarna
- olsza szara
- świerk
- wiąz górski
- egzotyczny tulipanowiec amerykański (Sichów)

### Pozostałe[6]
- buławnik mieczolistny, najpospolitszy gatunek storczyka na tym terenie. Występuje powszechnie w środkowej i południowej części parku.
- buławnik wielkokwiatowy, rzadki. Odnotowany tylko w południowej części.
- gnieźnik jajowaty, stosunkowo rzadka. Rośnie głównie w środkowej części parku.
- gnieźnik leśny, gatunek pospolity, głównie we wschodniej i południowej części parku.
- goryczuszka orzęsiona, rzadka. Odnotowana tylko w okolicy nieczynnego wapiennika w Leszczynie.
- jemioła jodłowa
- kosaciec syberyjski, stosunkowo częsty na łąkach trzęślicowych, m.in. w okolicach Nowej Wsi Wielkiej i Siedmicy.
- kozłek bzowy
- kruszczyk błotny, rzadki. Występuje jedynie na dwóch stanowiskach w obrębie parku.
- kruszczyk siny, rzadki. Odnotowany m.in. w Wąwozie Siedmickim i Lipa.
- kruszczyk szerokolistny, pospolity na leśnych terenach parku.
- kukułka bzowa, rzadka. Występuje na kilku stanowiskach w obrębie parku (m.in. okolice Nowej Wsi Małej i Czartowskiej Skały).
- kukułka Fuchsa, rzadka. Występuje głównie w południowej części parku w wilgotnych ekosystemach.
- kukułka szerokolistna, jeden z częstszych storczyków na terenie parku. Największe populacje można spotkać w okolicach Nowej Wsi Wielkiej.
- lilia złotogłów, rzadka. Odnotowana we wszystkich rezerwatach oraz na kilku innych stanowiskach.
- łuskiewnik różowy, stosunkowo rzadki, rośnie w wilgotnych lasach m.in. na terenie Wąwozu Siedmickego i Mszanej.
- mieczyk błotny, gatunek posiadał tu jedno z dwóch znanych stanowisk w kraju. Prawdopodobnie wyginął w tej lokalizacji.
- mieczyk dachówkowaty, rzadki. Populacje odnotowane m.in. w okolicach Paszowic, Siedmicy i Czartowskiej Skały.
- miodownik melisowaty, rzadki. Występuje głównie na terenie świetlistej dąbrowy (m.in. Bazaltowa Góra, Nad Groblą, Wąwóz Lipa)
- naparstnica zwyczajna
- nasięźrzał pospolity, rzadki, znane jedno stanowisko z okolic Muchowa.
- paprotnik kolczysty
- pełnik europejski, stosunkowo częsty na wilgotnych łąkach, m.in. wzdłuż rzeki Paszówki i Nysy Małej.
- pierwiosnka lekarska
- podkolan biały, stosunkowo częsty, głównie na terenie świetlistej dąbrowy (m.in. Wąwóz Lipa, Bazaltowa Góra).
- podkolan zielonawy
- przylaszczka, pospolita na terenie całego parku, zwłaszcza na terenach lasów liściastych.
- storczyk męski, rzadki. Znany tylko z dwóch stanowisk.
- śledziennica naprzeciwlistna, rośnie głównie wzdłuż cieków wodnych m.in. Paszówka, Nysa Mała, Młynówka.
- śnieżyca wiosenna
- śnieżyczka przebiśnieg
- ukwap dwupienny
- wawrzynek wilczełyko
- wiciokrzew pomorski
- wyka leśna
- zanokcica języcznik, jedyna znana populacja występuje na terenie rezerwatu w Wąwozie Myśliborskim.
- zanokcica skalna, odnotowana na kilku stanowiskach, m.in. rezerwat Nad Groblą i Wąwóz Lipa.
- zimowit jesienny, stosunkowo rzadki. Występuje głównie na południu parku (m.in. Wąwóz Lipa).

## Fauna
Ptaki; 133 gatunki ptaków, m.in.:
- bocian czarny
- derkacz
- dudek
- dzięcioł zielonosiwy
- krzyżodziób świerkowy
- muchołówka białoszyja
- muchołówka mała
- pliszka górska
- puchacz
- sóweczka
- trzmielojad
- zimorodek

Ssaki; 50 gatunków ssaków, m.in.:
- borsuk
- dzik
- jeleń
- muflon
- 22 gatunki nietoperzy
- sarna

Płazy; 13 gatunków płazów, m.in.:
- kumak nizinny
- salamandra plamista
- traszka zwyczajna

Gady i inne; 6 gatunków gadów, m.in.:
- gniewosz plamisty gad
- minóg strumieniowy

## Ochrona przyrody

### Natura 2000
Prawie cały teren Parku, poza północno-wschodnim i wschodnim skrajem, objęty jest obszarem Natura 2000 PLH020037 „Góry i Pogórze Kaczawskie” o pow. 35 005,3 ha, zajmując jego północną część.

### Rezerwaty
Na terenie parku znajduje się 5 rezerwatów przyrody:
- rezerwat przyrody Wąwóz Myśliborski
- rezerwat przyrody Wąwóz Lipa
- rezerwat przyrody Wąwóz Siedmicki
- rezerwat przyrody Nad Groblą
- rezerwat przyrody Mszana i Obłoga (utworzony w 2015 r., najmłodszy rezerwat w województwie)[7]

### Niektóre pomniki przyrody
- Małe Organy Myśliborskie
- Czartowska Skała

W planach zagospodarowania przestrzennego gmin leżących na terenie pogórza jest powołanie kolejnych terenów chronionych m.in. seria użytków ekologicznych i rezerwatów (Góra Rataj, Łąki Muchowskie, Lasek Kondratowski, Swarna Góra).

## Miejscowości w obrębie parku
- Grobla
- Jakuszowa
- Kłonice
- Kondratów
- Leszczyna
- Muchów
- Myślibórz
- Myślinów
- Nowa Wieś Mała
- Nowa Wieś Wielka
- Pomocne
- Sokola
- Stanisławów

## Miejscowości
- Bolkowice
- Chełmiec
- Chroślice
- Kopacz
- Krajów
- Krotoszyce
- Kwietniki
- Łaźniki
- Męcinka
- Paszowice
- Piotrowice

## w otulinie
- Pogwizdów
- Prusice
- Rokitnica
- Rzymówka
- Sichów
- Sichówek
- Słup
- Wiadrów
- Wilków
- Winnica

## Zobacz
- Parki krajobrazowe w Polsce

## Literatura
- Stanisław Jastrzębski: Jawor i okolice, Ossolineum, Wrocław 1973
- Andrzej Grocholski, Edward Wiśniewski: „Przewodnik geologiczny po Parku Krajobrazowym CHEŁMY”, Legnica, Wrocław 1994
- Marek Staffa (red.): Słownik geografii turystycznej Sudetów, tom 7 Pogórze Kaczawskie, Wydawnictwo I-BiS, Wrocław, 2002, ISBN 83-85773-49-9
- Edward Wiśniewski, Tomasz Horoszko: Park Krajobrazowy Chełmy, Myślibórz, Wrocław 2013, ISBN 978-83-63166-06-9
- Park Krajobrazowy Chełmy, mapa turystyczna, skala 1:50 000, PPWK, Warszawa – Wrocław, wydanie II, 1999
- Park Krajobrazowy Chełmy, mapa geologiczna dla turystów, skala 1:50 000, Państwowy Instytut Geologiczny, Warszawa, 1995, ISBN 83-903704-1-7